# Стівен Бест
Стівен Бест (англ. Steven Best народився в грудні 1955 р.) — доцент факультету філософії Техаського Університету в Ель-Пасо, автор книг і статей з філософії, культурної критики, соціальної теорії і прав тварин, неодноразовий лауреат письменницьких премій, активіст руху за права тварин, неодноразово виступав на підтримку руху «Фронт визволення тварин», визнаного ФБР як таке, що представляє терористичну загрозу. Засновник «Прес центру звільнення тварин Північної Америки».
Його ідеї «тотальної свободи» (людей, тварин і планети) сприймаються критично. Його публікації заборонені у Великій Британії. Виступає з лекціями в різних країнах, розповідаючи про свою філософію.
Стівен Бест вивчає такі проблеми, як права тварин, екологічна криза, біотехнології, лібертарна політика, модерністська і постмодерністська культура (від Герберта Уеллса до музики хіп-хопу), тероризм, ЗМІ, глобалізація і домінування капіталістичних ідей у світі.

## Стівен Бест і права тварин
Книга Стівена Беста «Терористи або борці за свободу?» — Перша книга, яка дає відповіді на питання, що стосуються історії, етики, політики і тактики Фронту визволення тварин (ФЗТ). Книга описує ідеологію ФЗТ і з точки зору активізму і з точки зору теорії, дає можливість глибоко зрозуміти ідеї цієї міжнародної організації та її місце в русі за права тварин.
Звернення до таких гідних уваги джерел, як Фома Аквінський і сучасне законодавство про боротьбу з тероризмом у США (The Patriot Act), а також до історії персонального досвіду, дозволяє автору докладно вивчити історію громадянської непокори і саботажу, досліджувати філософське і культурне значення понять «тероризм», «демократія» і «свобода». Ця книга кидає виклик цінностям, сформованим в умовах сучасної культури. Серед співавторів є такі видатні люди, як Робін Вебб, Рід Коронадо, Інгрід Ньюкирк, Пол Ватсон, Карен Девіс, Брюс Фредріх, Патріс Джонс та інші.
Стівен Бест пише:
Велика частина всіх злочинів скоюється щодо тварин, які, однак, законна влада ігнорує. Скільки б корисного можна було тут зробити шляхом освіти і введення нових законів. ФЗТ існує, оскільки один лише мирний діалог не здатний привести до соціальних змін; активісти ФЗТ не вірять системі, вони завдають удар, коли існує загроза життю, і борються за негайний результат і зміни
.
Багато книги Беста написані у співавторстві з послідовником Герберта Маркузе Дугласом Келлнером. Разом з ним вони входять до редакційної колегії «Міжнародного журналу з демократії участі» (International Journal of Inclusive Democracy), в рамках якого Бест поєднує проблему захисту тварин з проблемами прямої демократії, соціалізму і прав людини. Над останньою своєю книгою Academic Repression: Reflections from the Academic Industrial Complex Бест працював у співавторстві з теоретиком критичної педагогіки Пітером Маклареном.

## Іноземні поїздки
В 2005 р. Бесту був заборонений в'їзд до Великої Британії, щоб не допустити його участі у конференції з прав тварин. У відповідь він заявив, що не здивований забороні, адже у Великій Британії після лондонських терактів встановилася фашистська атмосфера.
У червні 2008 р. Бест вперше, на запрошення активістів організації «Альянс за права тварин» відвідав Росію і провів лекції в Московському державному університеті імені М. В. Ломоносова і Санкт-Петербурзькому державному університеті.

## Вибрані праці

### Книги
- Best, Steven, Nocella, Anthony J., & McLaren, Peter Academic Repression: Reflections from the Academic Industrial Complex, AK Press, 2010. ISBN 978-1-904859-98-7
- Best, Steven and Nocella, Anthony J. Igniting A Revolution: Voices in Defense of the Earth, AK Press, 2006. ISBN 1-904859-56-9
- Best, Steven, and Nocella, Anthony J. Terrorists or Freedom Fighters? Reflections on the Liberation of Animals. Lantern Books, 2004. ISBN 1-59056-054-X
- Steven Best and Douglas Kellner. The Postmodern Adventure: Science, Technology, and Cultural Studies at the Third Millennium. Guilford, June 2001. ISBN 978-1-57230-665-3
- Best, Steven. The Politics of Historical Vision: Marx, Foucault, Habermas, Guilford 1995. ISBN 978-1-57230-145-0
- Best, Steven and Kellner, Douglas. Postmodern Theory: Critical Interrogations, Guilford 1991. ISBN 978-0-89862-412-0
- Best, Steven and Kellner, Douglas. The Postmodern Turn, Guilford 1991. ISBN 978-0-89862-412-0
- Best, Steven. Animal Rights and Moral Progress: The Struggle for Human Evolution. (forthcoming)

### Статті та нариси
- Steven Best, "The Rise of Critical Animal Studies: Putting Theory into Action and Animal Liberation into Higher Education, " State of Nature (summer 2009).
- Steven Best, "Minding the Animals: Ethology and the Obsolescence of Left Humanism, " The International Journal of Inclusive Democracy, Vol. 5, No. 2 (Spring 2009).
- Steven Best, "Crisis Culture and the Waning of Revolutionary Politics, " The International Journal of Inclusive Democracy, Vol. 3, No. 4 (October 2007).
- Steven Best, "The Animal Enterprise Terrorism Act: New, Improved, and ACLU Approved, " The International Journal of Inclusive Democracy, Vol. 3, No. 3 (July 2007).
- Steven Best, "Rethinking Revolution: Animal Liberation, Human Liberation, and the Future of the Left, " The International Journal of Inclusive Democracy, Vol.2, No.3 (June 2006).
- Kellner, Douglas and Best, Steven, «Dawns, Twilights, and Transitions: Postmodern Theories, Politics, and Challenges», Democracy & Nature: The International Journal of Inclusive Democracy, Vol. 7, No. 1 (March 2001).

## Ресурси Інтернету
- Відомий борець за свободу Стівен Бест вперше відвідав Росію
- «Права тварин і неправда про них» — стаття С. Беста
- «Ви не підтримуєте ФЗТ? Чому?» — статья С. Беста